# 渡僧桥

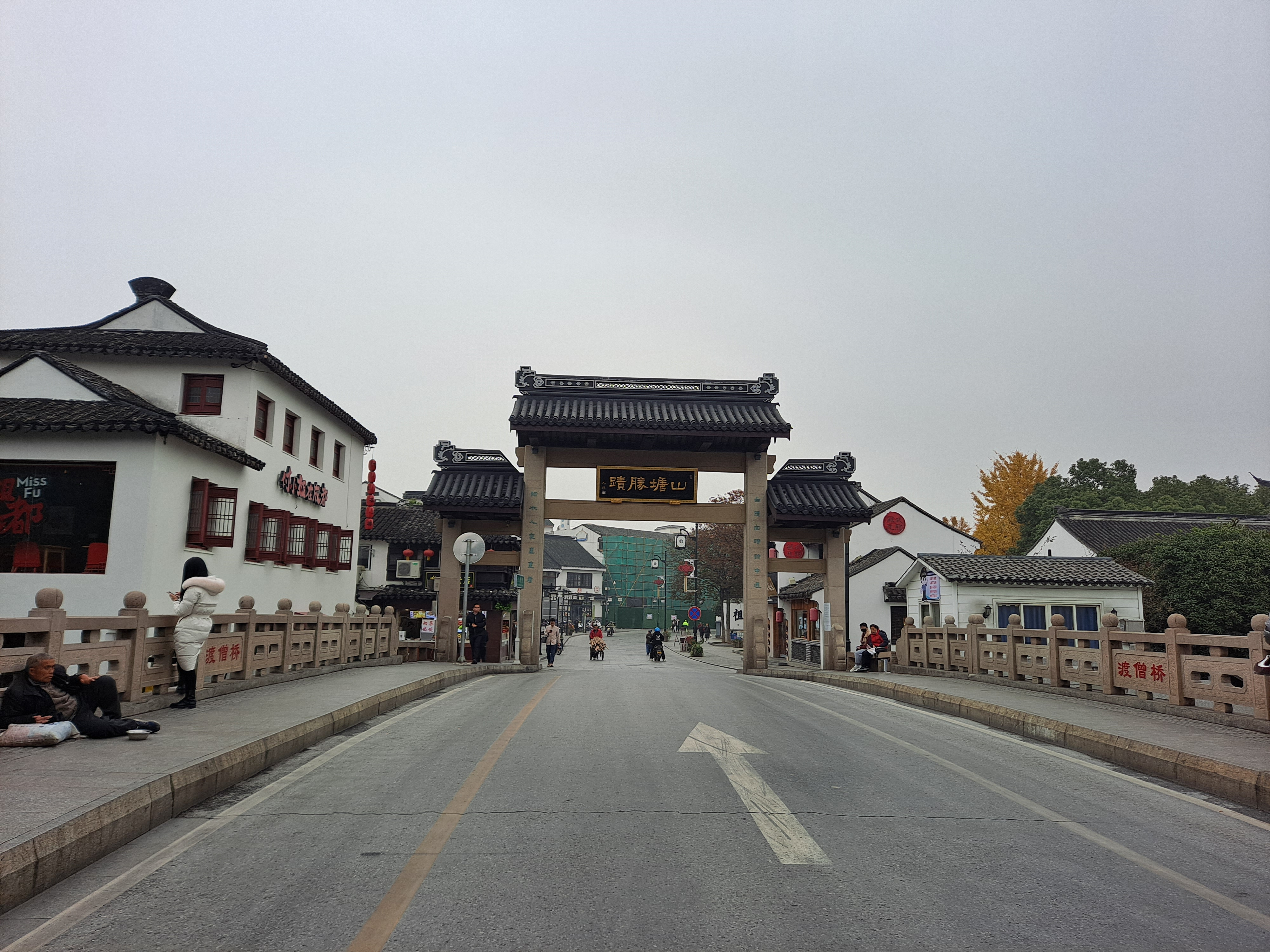
渡僧桥

渡僧桥是中国江苏苏州古运河上的一座桥梁，位于阊门外，桥南是正对阊门、毗邻古运河的上塘街，桥北就是七里山塘的东端起点。渡僧桥建于宋代以前，为单孔拱形石桥，上下有72级。1966年改建为钢筋混凝土浇梁平板桥。